# Danh sách vua Thái Lan

Hoàng kỳ của vương quốc Thái Lan. Garuda (kim sí điểu) ở giữa biểu tượng cho hoàng gia từ thời kỳ Ayutthaya.

## Vương quốc Sukhothai

### Triều Phra Ruang (1238–1368, 1368–1438)

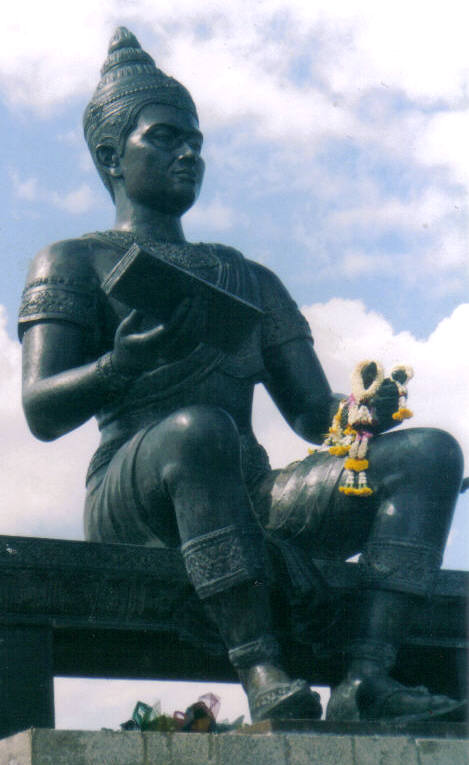
Ram Khamhaeng, vua thứ ba của Sukhothai

| Tên                                                | Sinh             | Lên ngôi                    | Tại vị đến                  | Mất                         | Quan hệ với người tiền vị                                                                               |
| -------------------------------------------------- | ---------------- | --------------------------- | --------------------------- | --------------------------- | --- |
| Pho Khun Sri Indraditya (Bang Klang Haw)           | 1188             | 1238                        | 1270 (30 năm) (80 tuổi)     | 1270 (30 năm) (80 tuổi)     | • Vua đầu tiên của Sukhothai • Liên minh với Por Khun Pha Mueang để lặt đổ sự cai trị của Đế quốc Khmer |
| Pho Khun Ban Muang                                 | ?                | 1270–1271 (1 năm) (42 tuổi) | 1270–1271 (1 năm) (42 tuổi) | 1270–1271 (1 năm) (42 tuổi) | • Con trai của Sri Indraditya                                                                           |
| Pho Khun Ram Khamhaeng Vĩ đại (Pho Khun Ram Racha) | khoảng 1237-1247 | 1279                        | 1298 (19 năm)               | 1298 (19 năm)               | • Em trai của Ban Muang • Con trai của Sri Indraditya                                                   |
| Phaya Lerthai                                      | ?                | 1298                        | 1323 (25 năm)               | 1323 (25 năm)               | • Con trai của Ram Khamhaeng                                                                            |
| Phaya Nguanamthom                                  | ?                | 1323                        | 1347 (24 năm)               | 1347 (24 năm)               | • Anh họ của Lerthai • Con trai của Ban Muang                                                           |
| Phaya Lithai (Phra Maha Thammaracha I)             | ?                | 1347                        | 1368 (21 năm)               | 1368 (21 năm)               | • Cháu của Nguanamthom • Con trai của Lerthai                                                           |
| Trở thành Phiên thuộc của vương quốc Ayutthaya     |                  |                             |                             |                             | |
| Phaya Leuthai (Phra Maha Thammaracha II)           | ?                | 1368                        | 1399 (31 năm)               | 1399 (31 năm)               | • Con trai của Lithai                                                                                   |
| Phaya Saileuthai (Phra Maha Thammaracha III)       | ?                | 1400                        | 1419 (19 năm)               | 1419 (19 năm)               | • Con trai của Leuthai                                                                                  |
| Phaya Borommapan (Phra Maha Thammaracha IV)        | ?                | 1419                        | 1438 (19 năm)               | 1438 (19 năm)               | • Con trai của Saileuthai                                                                               |

## Vương quốc Ayutthaya

### Triều Uthong I (1350–1370)

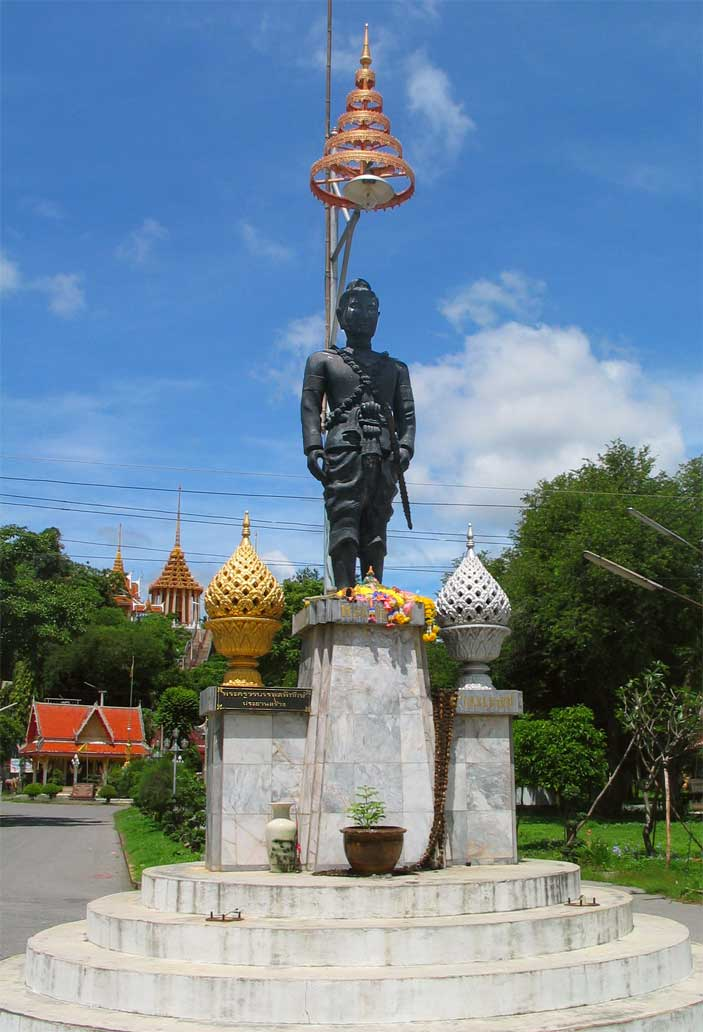
Uthong, người sáng lập vương quốc Ayutthaya

| Tên                                                 | Sinh | Lên ngôi | Tại vị đến                     | Mất           | Quan hệ với người tiền vị    |
| --------------------------------------------------- | ---- | -------- | ------------------------------ | ------------- | ---------------------------- |
| Somdet Phra Chao Uthong (Somdet Phra Ramathibodi I) | 1314 | 1350     | 1369 (20 năm)                  | 1369 (20 năm) | • Vua đầu tiên của Ayutthaya |
| Somdet Phra Ramesuan (lần đầu)                      | 1339 | 1369     | 1370 (dưới một năm) (thoái vị) | 1395          | • Con trai của Uthong        |

### Triều Suphannaphum I (1370–1388)
| Tên                                                    | Sinh | Lên ngôi                      | Tại vị đến                    | Mất                           | Quan hệ với người tiền vị                                                |
| ------------------------------------------------------ | ---- | ----------------------------- | ----------------------------- | ----------------------------- | ------------------------------------------------------------------------ |
| Somdet Phra Borommarachathirat I (Khun Luang Pha Ngua) | ?    | 1370                          | 1388 (18 năm)                 | 1388 (18 năm)                 | • Anh rể của Uthong • Người cướp ngôi • Lãnh chúa trước đây ở Suphanburi |
| Somdet Phra Chao Thong Lan (Chao Thong Chan)           | ?    | 1388 (7 ngày) (bị tiếm quyền) | 1388 (7 ngày) (bị tiếm quyền) | 1388 (7 ngày) (bị tiếm quyền) | • Con trai của Borommarachathirat I                                      |

### Triều Uthong II (1388–1409)
| Tên                                 | Sinh | Lên ngôi | Tại vị đến                   | Mất          | Quan hệ với người tiền vị                           |
| ----------------------------------- | ---- | -------- | ---------------------------- | ------------ | --------------------------------------------------- |
| Somdet Phra Ramesuan (Second Reign) | 1339 | 1388     | 1395 (7 năm)                 | 1395 (7 năm) | • Cựu vương lấy lại ngai vàng • Con trai của Uthong |
| Somdet Phra Rama Ratchathirat       | 1356 | 1395     | 1409 (14 năm) (bị cướp ngôi) | ?            | • Con trai của Ramesuan                             |

### Triều Suphannaphum II (1409–1569)
| Tên                                                                                              | Sinh | Lên ngôi                                        | Tại vị đến                                      | Mất                                             | Quan hệ với người tiền vị |
| ------------------------------------------------------------------------------------------------ | ---- | ----------------------------------------------- | ----------------------------------------------- | ----------------------------------------------- | --- |
| Somdet Phra Intharacha (Phra Chao Nakhon Int)                                                    | 1359 | 1409                                            | 1424 (15 năm)                                   | 1424 (15 năm)                                   | • Cháu trai của Borommarachathirat I • Lãnh chúa trước đây của Suphanburi • Cướp ngôi                                                                |
| Somdet Phra Borommarachathirat II (Chao Sam Phraya)                                              | ?    | 1424                                            | 1448 (24 năm)                                   | 1448 (24 năm)                                   | • Con trai của Intha Racha |
| Somdet Phra Boromma Trailokanat                                                                  | 1431 | 1448                                            | 1488 (40 năm)                                   | 1488 (40 năm)                                   | • Con trai của Borommarachathirat II |
| Somdet Phra Borommarachathirat III                                                               | ?    | 1488                                            | 1491 (3 năm)                                    | 1491 (3 năm)                                    | • Con trai của Trailokanat |
| Somdet Phra Ramathibodi II (Phra Chettathiraj)                                                   | 1473 | 1491                                            | 1529 (38 năm)                                   | 1529 (38 năm)                                   | • Em trai của Borommarachathirat III • Con trai của Trailokanat                                                                                      |
| Somdet Phra Borommarachathirat IV (Somdet Phra Borommaracha Nor Buddhankoon) (Phra Athitawongse) | ?    | 1529                                            | 1533 (4 năm)                                    | 1533 (4 năm)                                    | • Con trai của Ramathibodi II |
| Phra Ratsadathirat                                                                               | 1529 | 1533 (4 tháng) (bị tiếm quyền)                  | 1533 (4 tháng) (bị tiếm quyền)                  | 1533 (4 tháng) (bị tiếm quyền)                  | • Con trai của Borommarachathirat IV • Ấu chúa, trị vì thông qua nhiếp chính                                                                         |
| Somdet Phra Chairacha (Somdet Phra Chairacha Thirat) (Phra Chai)                                 | ?    | 1533                                            | 1546 (13 năm)                                   | 1546 (13 năm)                                   | • Bác/chú của Ratsadathirat • Con trai của Ramathibodi II • Người tiếm quyền                                                                         |
| Phra Yodfa (Phra Keowfa)                                                                         | 1535 | 1546                                            | 1548 (2 năm)                                    | 1548 (2 năm)                                    | • Con trai của Chairacha |
| Khun Worawongsathirat (Khun Chinnarat) (Bun Si)                                                  | ?    | ngày 11 tháng 11 năm 1548 (42 ngày) (Bị ám sát) | ngày 11 tháng 11 năm 1548 (42 ngày) (Bị ám sát) | ngày 11 tháng 11 năm 1548 (42 ngày) (Bị ám sát) | • Người tiếm quyền, một số sử gia không công nhận |
| Somdet Phra Maha Chakkraphat (Phra Chao Chang Pueak)                                             | 1509 | 1548 Tôn lên ngôi ngày 19 tháng 1 năm 1549      | 1564 (16 năm)                                   | 1564 (16 năm)                                   | • Con trai của Ramathibodi II • Em trai của Borommarachathirat IV và Chairacha • Đoạt lấy vương vị từ kẻ tiếm quyền • trở thành một Phật tử tại Pegu |
| Ayutthaya sụp đổ lần thứ nhất                                                                    |      |                                                 |                                                 |                                                 | |
| Chư hầu của Miến Điện (1564–1568)                                                                |      |                                                 |                                                 |                                                 | |
| Somdet Phra Mahinthrathirat                                                                      | 1539 | 1564                                            | 1569 (4 năm làm chư hầu, 1 năm làm vua)         | 1569 (4 năm làm chư hầu, 1 năm làm vua)         | • Con trai của Maha Chakkrapat và Hoàng hậu Suriyothai                                                                                               |

### Triều Sukhothai (1569–1629)

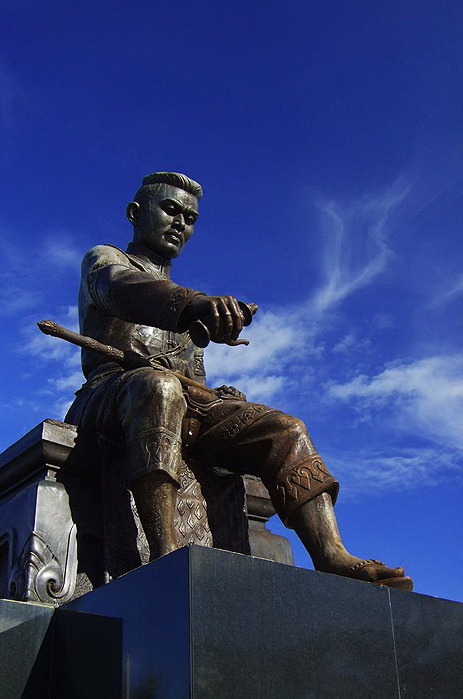
Naresuan, người tái lập nền độc lập của Xuêm sau lần sụp đổ thứ nhất của Ayutthaya

| Tên                                                               | Sinh             | Lên ngôi                       | Tại vị đến                     | Mất                            | Quan hệ với người tiền vị                                                                                            |
| ----------------------------------------------------------------- | ---------------- | ------------------------------ | ------------------------------ | ------------------------------ | --- |
| Somdet Phra Maha Thammarachathirat (Somdet Phra Sanphet I)        | 1517             | 1569                           | 29 tháng 7, 1590 (21 năm)      | 29 tháng 7, 1590 (21 năm)      | • Nguyên là lãnh chúa Phitsanulok • Lúc đầu là chư hầu của Bayinnaung (vua Miến Điện), tuyên bố độc lập vào năm 1584 |
| Somdet Phra Naresuan Đại đế (Somdet Phra Sanphet II) (Phra Naret) | 25 tháng 4, 1555 | 29 tháng 7, 1590               | 7 tháng 4 năm 1605 (15 năm)    | 7 tháng 4 năm 1605 (15 năm)    | • Con trai của Maha Thammarachathirat                                                                                |
| Somdet Phra Ekathotsarot (Somdet Phra Sanphet III)                | 1557             | 25 tháng 4 năm 1605            | 1610 (5 năm)                   | 1610 (5 năm)                   | • Em trai của Naresuan • Con trai của Maha Thammarachathirat                                                         |
| Somdet Phra Si Saowaphak (Somdet Phra Sanphet IV)                 | ?                | 1610–1611 (dưới một năm)       | 1610–1611 (dưới một năm)       | 1610–1611 (dưới một năm)       | • Con trai của Ekathotsarot • Bị ám sát                                                                              |
| Somdet Phra Songtham (Somdet Phra Borommaracha I)                 | ?                | 1611                           | 12 tháng 12 năm 1628 (17 năm)  | 12 tháng 12 năm 1628 (17 năm)  | • Con lớn nhất của Ekathotsarot                                                                                      |
| Somdet Phra Chetthathirat (Somdet Phra Borommaracha II)           | khoảng 1613      | 1628                           | 1628–1629 (1 năm) (bị ám sát)  | 1628–1629 (1 năm) (bị ám sát)  | • Con trai của Songtham                                                                                              |
| Phra Athittayawong                                                | 1618             | 1629 (36 ngày) (bị tiếm quyền) | 1629 (36 ngày) (bị tiếm quyền) | 1629 (36 ngày) (bị tiếm quyền) | • Em trai của Chetthathirat • Con trai của Songtham                                                                  |

### Triều Prasat Thong (1630–1688)

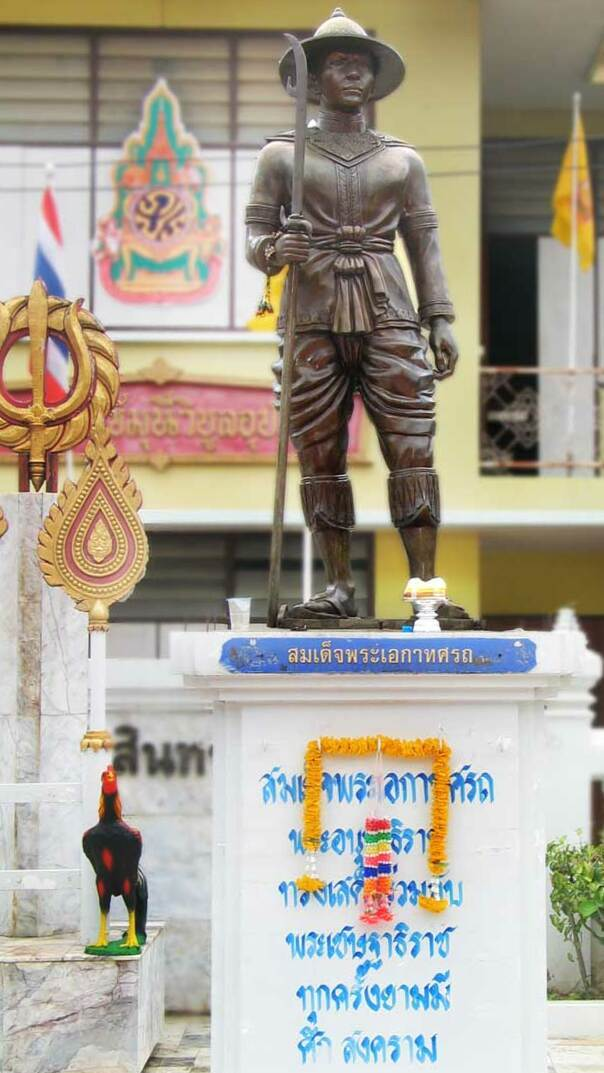
Vua Ekathotsarot

| Tên                                                    | Sinh | Lên ngôi                               | Tại vị đến                             | Mất                                 | Quan hệ với người tiền vị                                                                                              |
| ------------------------------------------------------ | ---- | -------------------------------------- | -------------------------------------- | ----------------------------------- | --- |
| Somdet Phra Chao Prasat Thong (Somdet Phra Sanphet V)  | 1599 | 1629                                   | 1656 (27 năm)                          | 1656 (27 năm)                       | • Người tiếm quyền, nguyên là Kalahom (bộ trưởng Quốc phòng) • Được đồn đại là con trai ngoài giá thú của Ekathotsarot |
| Somdet Chao Fa Chai (Somdet Phra Sanphet VI)           | ?    | 1656 (9 tháng) (bị tiếm quyền)         | 1656 (9 tháng) (bị tiếm quyền)         | 1656 (9 tháng) (bị tiếm quyền)      | • Con trai của Prasat Thong                                                                                            |
| Somdet Phra Si Suthammaracha (Somdet Phra Sanphet VII) | ?    | 1656 (2 tháng 17 ngày) (bị tiếm quyền) | 1656 (2 tháng 17 ngày) (bị tiếm quyền) | 26 tháng 8 năm 1656 (bị hành quyết) | • Người tiếm quyền, Chú của Chao Fa Chai • Em trai của Prasat Thong                                                    |
| Somdet Phra Narai Vĩ đại (Somdet Phra Ramathibodi III) | 1629 | 26 tháng 8 năm 1656                    | 11 tháng 7 năm 1688 (32 năm)           | 11 tháng 7 năm 1688 (32 năm)        | • Người tiếm quyền, cháu trai của Si Suthammaracha • Con trai của Prasat Thong • Anh khác mẹ của Chao Fa Chai          |

### Triều Ban Phlu Luang (1688–1767)

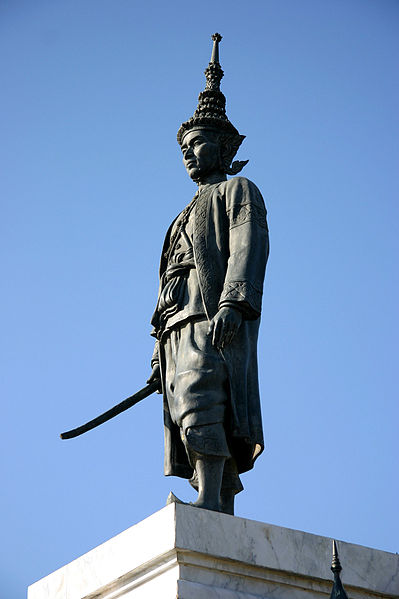
Narai Vĩ đại, đã gửi nhiều sứ thần sang yết kiến Louis XIV của Pháp

| Tên | Sinh | Lên ngôi                       | Tại vị đến                              | Mất                 | Quan hệ với người tiền vị                                                                            |
| --- | ---- | ------------------------------ | --------------------------------------- | ------------------- | --- |
| Somdet Phra Phetracha                                                                                          | 1632 | 1688                           | 1703 (15 years)                         | 1703 (15 years)     | • Người tiếm quyền, anh/em họ của Narai • Nguyên là chỉ huy Quân đoàn Tượng binh Hoàng gia           |
| Somdet Phra Suriyenthrathibodi (Somdet Phra Sanphet VIII) (Phra Chao Suea)                                     | ?    | 1703                           | 1709 (6 năm)                            | 1709 (6 năm)        | • Con trai của Phetracha                                                                             |
| Somdet Phra Chao Yu Hua Thai Sa (Somdet Phra Sanphet IX)                                                       | ?    | 1709                           | 1732 (25 năm)                           | 1732 (25 năm)       | • Con trai của Suriyenthrathibodi                                                                    |
| Somdet Phra Chao Yu Hua Boromakot                                                                              | ?    | 1732                           | 1758 (26 năm)                           | 1758 (26 năm)       | • Anh/em trai của Thai Sa, nguyên là Đệ nhất phó vương (Tiền Điện) • Con trai của Suriyenthrathibodi |
| Somdet Phra Chao Uthumphon (Somdet Phra Ramathibodi IV) (Khun Luang Hawat)                                     | ?    | 1758 (2 tháng) (bị tiếm quyền) | 1758 (2 tháng) (bị tiếm quyền)          | 1796                | • Con trai của Boromakot                                                                             |
| Somdet Phra Chao Ekkathat (Somdet Phra Chao Yu Hua Phra Thinang Suriyat Amarin) (Somdet Phra Borommaracha III) | ?    | 1758                           | 7 tháng 4 năm 1767 (9 năm) (bị loại bỏ) | 17 tháng 4 năm 1767 | • Anh/em trai của Uthumphon • Người tiếm quyền, nguyên Tiền Điện • Con trai của Boromakot            |
| Ayutthaya sụp đổ lần thứ 2                                                                                     |      |                                |                                         |                     | |

## Vương quốc Thonburi

### Triều Thonburi (1768–1782)
| Chân dung | Tên                                                                                     | Sinh                | Lên ngôi            | Đăng quang           | Tại vị đến                               | Mất                                          | Quan hệ với người tiền vị   |
| --------- | --------------------------------------------------------------------------------------- | ------------------- | ------------------- | -------------------- | ---------------------------------------- | -------------------------------------------- | --------------------------- |
|           | Somdet Phra Chao Taksin Đại đế (Phra Chao Krung Thonburi) (Somdet Phra Borommaracha IV) | 17 tháng 4 năm 1734 | 6 tháng 11 năm 1767 | 28 tháng 12 năm 1768 | 6 tháng 4 năm 1782 (15 năm) (bị loại bỏ) | 7 tháng 4 năm 1782 (47 tuổi) (bị hành quyết) | • Vua duy nhất của Thonburi |

## Vương quốc Xiêm,Vương quốc Thái Lan

### Triều Chakri (1782–nay)
| Chân dung | Tên | Sinh                | Lên ngôi             | Đăng quang                                                        | Tại vị đến                                        | Mất                                               | Quan hệ với người tiền vị |
| --------- | --- | ------------------- | -------------------- | ----------------------------------------------------------------- | ------------------------------------------------- | ------------------------------------------------- | --- |
|           | Phrabat Somdet Phra Buddha Yodfa Chulaloke Vĩ đại (Rama I)                                                                  | 20 tháng 3 năm 1737 | 6 tháng 4 năm 1782   | 10 tháng 6 năm 1782                                               | 7 tháng 9 năm 1809 (27 năm) (72 tuổi)             | 7 tháng 9 năm 1809 (27 năm) (72 tuổi)             | • Vua đầu tiên của Rattanakosin                                                                                              |
|           | Phrabat Somdet Phra Buddha Loetla Nabhalai (Rama II)                                                                        | 24 tháng 2 năm 1767 | 7 tháng 9 năm 1809   | 7 tháng 9 năm 1809                                                | 21 tháng 7 năm 1824 (15 năm) (57 tuổi)            | 21 tháng 7 năm 1824 (15 năm) (57 tuổi)            | • Con trai của Rama I và Hoàng hậu Amarindra                                                                                 |
|           | Phrabat Somdet Phra Poramintharamaha Jessadabodindra Phra Nangklao Chao Yu Hua (Rama III) (Phra Maha Jessadarajachao)       | 31 tháng 3 năm 1788 | 21 tháng 7 năm 1824  | 21 tháng 7 năm 1824                                               | 2 tháng 4 năm 1851 (26 năm) (63 tuổi)             | 2 tháng 4 năm 1851 (26 năm) (63 tuổi)             | • Con của Rama II và Hoàng phi Sri Sulalai                                                                                   |
|           | Phrabat Somdet Phra Poramentharamaha Mongkut Phra Chom Klao Chao Yu Hua (Rama IV)                                           | 18 tháng 1, 1804    | 2 tháng 4 năm 1851   | 6 tháng 4 năm 1851                                                | 1 tháng 10 năm 1868 (18 năm) (63 tuổi)            | 1 tháng 10 năm 1868 (18 năm) (63 tuổi)            | • Em trai khác mẹ của Rama III • Con trai của Rama II và Hoàng hậu Sri Suriyendra                                            |
|           | Phrabat Somdet Phra Poramintharamaha Chulalongkorn the Great Phra Chunla Chom Klao Chao Yu Hua (Rama V) (Phra Piya Maharat) | 20 tháng 9 năm 1853 | 1 tháng 10 năm 1868  | 11 tháng 11 năm 1868 (lần thứ 1) 16 tháng 11 năm 1873 (lần thứ 2) | 23 tháng 10 năm 1910 (42 năm) (57 tuổi)           | 23 tháng 10 năm 1910 (42 năm) (57 tuổi)           | • Con trai của Rama IV và Hoàng hậu Debsirindra • Trị vì dưới sự nhiếp chính của Si Suriyawongse từ 1868–1873                |
|           | Phrabat Somdet Phra Poramentharamaha Vajiravudh Phra Mongkut Klao Chao Yu Hua (Rama VI) (Phra Maha Thirarachachao)          | 1 tháng 1, 1881     | 23 tháng 10 năm 1910 | 11 tháng 11 năm 1911                                              | 25 tháng 11 năm 1925 (15 năm) (44 tuổi)           | 25 tháng 11 năm 1925 (15 năm) (44 tuổi)           | • Con trai của Rama V và Hoàng hậu Saovabha Bongsri                                                                          |
|           | Phrabat Somdet Phra Poramintharamaha Prajadhipok Phra Pok Klao Chao Yu Hua (Rama VII)                                       | 8 tháng 11 năm 1893 | 25 tháng 11 năm 1925 | 25 tháng 2 năm 1926                                               | 2 tháng 3 năm 1935 (9 năm) (thoái vị)             | 30 tháng 5 năm 1941 (47 tuổi)                     | • Em trai của Rama VI • Con trai của Rama V và Hoàng hậu Saovabha Bongsri                                                    |
|           | Phrabat Somdet Phra Poramentharamaha Ananda Mahidol Phra Atthama Ramathibodindhorn (Rama VIII)                              | 20 tháng 9 năm 1925 | 2 tháng 3 năm 1935   | -                                                                 | 9 tháng 6 năm 1946 (12 năm) (20 tuổi) (bị ám sát) | 9 tháng 6 năm 1946 (12 năm) (20 tuổi) (bị ám sát) | • Cháu trai của Rama VII • Hoàng tôn của Rama V và là con của Mahidol Adulyadej • Trị vì dưới quyền nhiếp chính từ 1935–1946 |
|           | Phrabat Somdet Phra Poramintharamaha Bhumibol Adulyadej Somdet Phra Pathara Maharat (Rama IX)                               | 5 tháng 12 năm 1927 | 9 tháng 6 năm 1946   | 5 tháng 5 năm 1950                                                | 13 tháng 10 năm 2016 (70 năm) (88 tuổi)           | 13 tháng 10 năm 2016 (70 năm) (88 tuổi)           | • Em trai của Rama VIII • Hoàng tôn của Rama V và là con của Mahidol Adulyadej                                               |
|           | Somdet Phra Chao Yuu Hua Maha Vajiralongkorn Bodindradebayavarangkun (Rama X)                                               | 28 tháng 7 năm 1952 | 13 tháng 10 năm 2016 |                                                                   | Hiện tại (Đương nhiệm: 8 năm, 162 ngày) (72 tuổi) | Hiện tại (Đương nhiệm: 8 năm, 162 ngày) (72 tuổi) | • Con trai của Rama IX • con trai thứ hai của Rama IX                                                                        |